# Каа (персонаж Кіплінга)
Каа — змія, персонаж Книги джунглів. У Кіплінга Каа — це тигровий пітон, жовтуватого кольору і надзвичайно довгий. Каа пишається тим, що він — найстаріша тварина в світі. У драматичних творах і мультфільмах по книзі часто зображується як удав («удав Каа»).

## Полювання Каа
У Книзі джунглів описане полювання Каа на мавп (це одна з двох сцен полювання у всій книзі). Каа гіпнотизує своїх жертв, змушуючи їх самих наближатися до нього.
У радянському мультиплікаційному серіалі «Мауглі» (студія Союзмультфільм) другий фільм — «Мауглі. Викрадення» (1968 рік) — заснований на оповіданні «Полювання пітона Каа» і присвячений викрадення Мауглі Бандар-балкою і його звільнення. У кульмінаційній сцені фільму Каа звільняє Мауглі, гіпнотизує мавп і командує їм «підійдіть ближче» перед тим, як Багіра і Балу відводять Мауглі. На думку Сергія Кузнєцова, це «найяскравіший образ смерті у всій світовій мультиплікації».

### Пісня Каа
У сцені полювання Каа на Бандар-логів Кіплінг згадує, що, гіпнотизуючи мавп, Каа наспівує тиху пісню. У книзі гіпноз діє на тварин, але не на Мауглі («я побачив всього-на-всього велику змію, що робить дурні кола»).
Для діснеївського мультфільму була складена «пісня Каа», яка викликає асоціації з чорною магією і гіпнозом. Для імітації шипіння змії в пісні застосовується алітерація і ономатопея. У мультфільмі Каа успішно присипляє Мауглі (хропіння якого включений в ритм пісні).

## Думки критиків
У Кіплінга Каа є радником Мауглі; за словами Дж. МакМастер, він частина «Трійці», яка уособлювала силу (Балу), любов (Багіра), знання (Каа). У діснеївському мультфільмі Каа, навпаки, виступає як антагоніст Мауглі «другого плану».
Різниця в підході до Каа у самого Кіплінга (дуже небезпечний, але «мудрий і людяний») і Діснея (втілення зла) привертає увагу. Гупта вважає, що Каа — найбільш зловісний персонаж в книзі: в джунглях всі, крім Мауглі, побоюються його; навіть союзники воліють триматися на безпечній відстані. Дісней, на думку Гупти, не міг дозволити собі зобразити епізоди безжальної війни за верховенство в джунглях, в яких підкреслюється як мудрість, так і жорстокість Каа; пітон у Діснея тому вийшов дурнуватим лиходієм.
На думку Роджера Сейл, Каа, як і багато інших персонажів-тварин, характеризується в книзі нечисленними звичками, стереотипними для реальних тварин. Риси цих тварин тому нагадують закони природи, їх неможливо описати в термінах добра або зла.